# Al Hirt
Al Hirt (7 de noviembre de 1922 - 27 de abril de 1999) fue un trompetista y líder de banda de nacionalidad estadounidense. Es recordado por sus millonarias ventas del tema "Java" y de su álbum acompañante, Honey in the Horn (1963). Algunos de los apodos que recibió fueron 'Jumbo' y 'The Round Mound of Sound'. Hirt ingresó en el Salón de la Fama de la Música de Luisiana en noviembre de 2009. Recibió ocho nominaciones a los Grammy a lo largo de su vida, incluido el premio Grammy en 1964 por su versión de «Java».

## Biografía
Su nombre verdadero era Alois Maxwell Hirt, y nació en Nueva Orleans, Luisiana. Era hijo de un oficial de policía, y a los seis años de edad le dieron su primera trompeta. Tocó en la Banda Juvenil de la Policía con los hijos de Alcide Núñez, y a los 16 años Hirt ya tocaba de modo profesional, a menudo con su amigo Pete Fountain. En esa época fue contratado para tocar en las carreras de caballos locales, empezando con ello una relación con  el deporte que se extendió a lo largo de seis décadas. 
En 1940 Hirt fue a Cincinnati, Ohio, para estudiar en el Conservatorio de Música de Cincinnati con Frank Simon (antiguo solista de la Orquesta de John Philip Sousa). Tras tocar el clarín durante su servicio en el Ejército de los Estados Unidos durante la Segunda Guerra Mundial, Hirt actuó con varias big bands de estilo swing, entre ellas las de Tommy Dorsey, Jimmy Dorsey, Benny Goodman, y Ina Ray Hutton, siendo en 1950 el primer trompeta y solista de la Orquesta de Horace Heidt.
En Nueva Orleans Hirt trabajó con varios grupos Dixieland y dirigió grupos propios. A pesar de afirmar que no era un trompetista de jazz, Hirt realizó algunas grabaciones en las que demostró su capacidad para tocar en ese estilo, durante la década de 1950 con el director de orquesta Monk Hazel, y algunas otras grabaciones para el sello local Southland Records. 
El virtuosismo y el fino tono de su instrumento atrajeron pronto la atención de compañías nacionales como RCA Records.  En las décadas de 1950 y 1960 Hirt tuvo 22 álbumes en las listas de éxitos de Billboard. Los discos Honey In The Horn y Cotton Candy entre los diez más vendidos en 1964, el mismo año en que su versión del tema de Allen Toussaint "Java" fue n.º 4 de Billboard, ganando posteriormente un Premio Grammy. Tanto Honey in the Horn como "Java" vendieron más de un millón de copias, llegando los dos a ser Disco de Oro.
Otro éxito de Hirt, "Sugar Lips" (1964), posteriormente sería el tema musical del concurso de la NBC Eye Guess, presentado por Bill Cullen y emitido a finales de los años sesenta. Hirt también fue escogido para grabar el frenético tema del show televisivo "The Green Hornet", del famoso arreglista y compositor Billy May. Temáticamente reminiscente de la obra de Nikolái Rimski-Kórsakov El vuelo del moscardón, demostraba la destreza técnica de Hirt. La grabación volvió a utilizarse en el film de 2003 Kill Bill.
Desde mediada la década de 1950 a los inicios de la de 1960, Hirt y su grupo tocaron por las noches en Dan's Pier 600, en Nueva Orleans, nightclub propiedad de Dan Levy, Sr. En 1962 Hirt abrió su propio club en Bourbon Street, en el Barrio Francés, el cual dirigió hasta 1983. En 1967 también fue propietario parcial del club de la National Football League New Orleans Saints.
En 1962, en un esfuerzo por presentarse con un diferente marco musical, Hirt colaboró con el arreglista y compositor Billy May y con el productor Steve Sholes para grabar un disco titulado Horn A Plenty. Con una ecléctica variedad de estándares populares y melodías de espectáculos, que incluyó una gran banda completada por timbales, trompas y arpa.
Hirt actuó junto a bandas de música de la Universidad de Arizona y de la Universidad Estatal de Grambling en el primer espectáculo del descanso de la Super Bowl en 1967.
El 8 de febrero de 1970, mientras tocaba en una carroza de un desfile de Martes de Carnaval en Nueva Orleans, Hirt resultó herido. Aunque no se conocieron con detalle sus heridas, Hirt hubo de someterse a cirugía y tardó un tiempo en poder volver a tocar con normalidadEl 8 de febrero de 1970, mientras actuaba en un desfile de Mardi Gras en Nueva Orleans, Hirt se lesionó mientras montaba en una carroza. Se dice que fue golpeado en la boca por un ladrillo o un trozo de hormigón y que necesitó 12 puntos de sutura en la parte inferior del labio superior. La documentación sobre los detalles del incidente es escasa y consiste principalmente en las declaraciones de Hirt después del incidente, aunque la policía informó de que el Mardi Gras de 1970 fue uno de los más problemáticos, con cientos de detenidos por embriaguez y violencia. Cualquiera que fuera la causa real de sus lesiones, Hirt fue operado y volvió a los escenarios. Este incidente fue parodiado en un sketch de Saturday Night Live de la segunda temporada del especial de Mardi Gras, el concurso «Golpeemos a Al Hirt en la boca con un ladrillo».
En 1987 Hirt hizo una interpretación del "Ave María" durante la visita a Nueva Orleans llevada a cabo por el papa Juan Pablo II.
Al Hirt falleció en 1999 en Nueva Orleans, Luisiana, a causa de un fallo hepático tras haber pasado un año en una silla de ruedas como consecuencia de un edema en una pierna. Tenía 76 años de edad.  A pesar del edema, Hirt había seguido tocando en clubs locales, entre ellos el Chris Owens Club. Sus restos fueron enterrados en el Cementerio Metairie de Nueva Orleans. Le sobrevivieron su esposa, Beverly Essel Hirt, y ocho hijos de un matrimonio anterior.

## Discografía
- 30 Greatest Trumpet Hits of All Time
- A Living Legend
- Al (He's The King) Hirt and His Band
- Al Hirt
- Al Hirt at the Mardi Gras
- Al Hirt Blows His Own Horn
- Al Hirt Now!
- Al Hirt Plays Bert Kaempfert
- Beauty and the Beard (with Ann-Margret)
- Cotton Candy
- Have a Merry Little Al Hirt
- Here in my Heart
- Honey in the Horn
- Horn A Plenty
- In A Blue Mood
- In Love With You
- Jumbo's Gumbo
- Live at Carnegie Hall
- Le Roi De La Trompette
- Louisiana Man
- Music to Watch Girls By
- Our Man in New Orleans
- 'Pops' Goes The Trumpet
- Raw Sugar, Sweet Sauce, Banana Pudd'n'
- Soul in the Horn
- Struttin' Down Royal Street
- Sugar Lips
- Super Jazz
- Swingin' Dixie! At Dan's Pier 600
- That Honey Horn Sound
- The Best of Al Hirt
- The Best of Al Hirt Volume 2
- The Best of Dixieland Jazz
- The Greatest Horn in The World
- The Happy Trumpet
- The High-flying Trumpet of Al Hirt
- The Horn Meets The Hornet
- They're Playing Our Song
- This is Al Hirt
- Trumpet and Strings